# Trididemnum meridionale
Trididemnum meridionale is een zakpijpensoort uit de familie van de Didemnidae. De wetenschappelijke naam van de soort is voor het eerst geldig gepubliceerd in 1953 door Millar.